# Partido de San Cayetano
Partido de San Cayetano är en kommun i Argentina.   Den ligger i provinsen Buenos Aires, i den sydöstra delen av landet, 400 km söder om huvudstaden Buenos Aires. Antalet invånare är 8 399.
Trakten runt Partido de San Cayetano består till största delen av jordbruksmark. Runt Partido de San Cayetano är det mycket glesbefolkat, med 2 invånare per kvadratkilometer.